# James Broselow
James Broselow (Woodbury (Nova Jérsei) 12 de janeiro de 1943) é um médico de emergências dos Estados Unidos, além de professor assistente e empresário. Ele, juntamente com o médico de emergência Dr. Robert Luten, é conhecido na comunidade médica por ter inventado a Fita Broselow em 1985, que foi o primeiro instrumento desenvolvido para relacionar a altura de um paciente pediátrico com o peso, de forma que seja possível "determinar o tamanho de equipamentos, administração de dosagens de medicamentos usados" durante emergências. A Broselow Tape é apresentada em muitos livros médicos e manuais de referência como o padrão de medida do peso de acordo com o comprimento do paciente.
Atualmente, James Broselow trabalha como chefe médico da eBroselow, LLC, uma empresa que ele é co-fundador desde 2009 e que desenvolveu o aplicativo Artemis, um sistema eletrônico e digital para dosagem e acompanhamento de administração de fármacos além de ser um instrumento médico para serviços de emergência. A missão da empresa é de salvar vidas simplificando o cuidado em emergências ao reduzir erros médico. Ele é também Professor Clínico Associado de Medicina de emergência no departamento de Medicina de emergência da Faculdade de Medicina da Universidade da Flórida, onde ele explora, desenvolve e publica novos enfoques em medicina de emergência pediátrica.

## Biografia
James Broselow nasceu em Woodbury (Nova Jérsei). Seus pais foram Benjamin e Charlotte Broselow. Cresceu em Franklinville, no estado de New Jersey. Ele obteve sua licenciatura em Economia pela Dartmouth College em 1965, e seu título de Médico da New jersey College of Medicine and dentistry em 1969.
O Dr. Broselow atualmente vive em Hickory (Carolina do Norte), com sua esposa Millie.

## Carreira médica
Depois de se formar na escola de medicina, Broselow obteve o certificado de médico de família e começou a clinicar de forma particular em Frankenmuth, Michigan. Por causa de seu trabalho no setor privado ele se interessou por Medicina de emergência, e em 1980 mudou-se para Carolina do Norte, onde exerceu nessa área em três hospitais comunitários:  Lincoln Country Hospital, Cleveland Memorial e Catawba Valley Medical Center. Ele retirou-se da prática clínica em 2006.
O Dr. Broselow recebeu em 2012 o prêmio Lifetime Achievement Award do Institute for Safe Medication Practices (ISMP).

## Invenções e trabalho empresarial
Broselow possui 12 patentes relacionadas com o tratamentos de emergências para crianças. Ele começou vários negócios, como o Broselow Medical Technologies, LLC na década de 1990 e atualmente é sócio-fundador de eBroselow, LLC.
- US4713888 - Measuring tape for directly determining physical treatment and physiological values (also EP0220860A2, EP0220860A3 and EP0220860B1)
- US4823469 - Measuring tape for directly determining physical treatment and physiological values and procedures
- US5010656 - Therapeutic apparatus
- US6132416 - Universal medication dosing system (also EP0983761A3 and EP0983761A2)
- US 2006/0000480 A1 - Method of infusing a therapeutic fluid into a patient
- US 2006/0137696 A1 - Zone-based pediatric and veterinary dosing system
- US 2007/0061164 A1 - Healthcare information storage system
- US 2008/0257895 A1 - Plate with holder for a beverage container
- US 2010/0057488 A1 - Method for determining medical treatment values without data entry
- EP0343874 A1 - Therapeutic apparatus
- EP0343874 B1 - Therapeutic apparatus
- EP1539274A4  - Color-coded medical dosing container (also US20040024368 and US6764469)